# Erwin Jaenecke
Le titre de cet article contient les caractères a et e. Dans l'orthographe germanique, ces 2 caractères peuvent être représentés comme ä, le nom peut être représenté comme Erwin Jänecke.
Erwin Jaenecke (22 avril 1890 à Freren, arrondissement de Lingen (de) – 3 juillet 1960 à Cologne) est un Generaloberst allemand qui a servi au sein de la Wehrmacht pendant la Seconde Guerre mondiale.
Pendant la Seconde Guerre mondiale il a servi et combattu en Pologne, en France et en Union soviétique.
Il a été récipiendaire de la croix de chevalier de la Croix de fer. Cette décoration est attribuée pour récompenser un acte d'une extrême bravoure sur le champ de bataille ou un commandement militaire avec succès.

## Biographie
Jaenecke passe son baccalauréat au lycée de Leer et s'engage ensuite le 27 mars 1911 comme aide-drapeau dans le 10e bataillon du génie hanovrien de l'armée prussienne à Minden. Du 1er octobre 1911 au 30 juillet 1912, il est commandé à l'école de guerre de Hanovre (Waterlooplatz (de)). À son retour, il est promu lieutenant le 18 août 1912. C'est en tant que tel qu'il est envoyé sur le front occidental avec la 2e compagnie de son bataillon après le début de la Première Guerre mondiale et la mobilisation. À partir du 23 juillet 1915, il est employé comme chef de la 5e compagnie, avant d'être affecté comme adjudant du bataillon à partir du 3 mars 1916, après avoir été promu lieutenant le 27 janvier 1916. Le 23 octobre, il reprend la 5e compagnie et est ensuite transféré le 9 décembre 1917 à l'état-major de la 19e division d'infanterie en tant qu'officier d'ordonnance. En même temps, du 13 mai au 24 juin 1918, il est affecté au 26e régiment d'artillerie de campagne. À partir du 29 août 1918, il est second officier d'état-major à l'état-major de la 26e division d'infanterie. À la fin de la guerre, Jaenecke est réintégré dans son bataillon d'origine le 16 décembre 1918. 
Erwin Jaenecke commence la Deuxième Guerre mondiale comme Oberquartiermeister avec la 8e Armée en Pologne. Plus tard, il sert en Belgique et en France.
Sur le front oriental, il sert comme commandant de la 389e division d'infanterie et plus tard du IV. Armeekorps. Il est blessé à la bataille de Stalingrad et évacué avec les derniers officiers supérieurs.
En avril 1943, il commande en tant que General der Pioniere le LXXXII. Armeekorps, et le 25 juin 1943, la 17e Armée dans le Caucase et plus tard dans la péninsule de Crimée.
Lors d'une rencontre avec Adolf Hitler au Berchtesgaden, Jaenecke insiste pour que son armée de 235 000 hommes soit évacuée de Sébastopol encerclée. Après la perte de la Crimée, il est tenu comme responsable et est arrêté en Roumanie et passe en cour martiale. Seule l'intervention de Heinz Guderian lui sauve la vie. Il est renvoyé de l'armée le 31 janvier 1945.
Le 15 juin 1945, il est arrêté par les Soviétiques et condamné à mort. Sa peine est convertie à 25 ans de travaux forcés. Il est libéré en 1955 et retourne en Allemagne, après l'accord de l'Union soviétique avec Konrad Adenauer.

## Décorations
- Croix de fer (1914)
  - 2e Classe
  - 1re Classe
- Friedrich-August-Kreuz 2e et 1re Classe
- Braunschweiger Kriegsverdienstkreuz 2e Classe
- Lippischer Hausorden avec Glaives
- Croix d'honneur
- Médaille de service de longue durée de la Wehrmacht 4e à 1re Classe
- Médaille de l'Anschluss
- Médaille des Sudètes avec barrette du Château de Prague
- Croix espagnole
- Agrafe de la Croix de fer
  - 2e Classe
  - 1re Classe
- Insigne des blessés (1939) en Noir
- Insigne de combat d'infanterie en Argent
- Croix de chevalier de la Croix de fer le 9 octobre 1942[3]
- Croix allemande en Or le 2 janvier 1943
- Ordre de Michel le Brave 3e et 2e Classe